# تارلاتامب
تارلاتامب (به انگلیسی: Tarlatamab) یک مولکول به‌کارگیرنده دومیزبانه لنفوسیت تی و دارویی ضد سرطان است که نتایج امیدبخشی از خود در درمان سرطان ریه از نوع «سلول کوچک» نشان داده‌است که شیمی‌درمانی‌های قبلی اثری بر آن نداشته است. سازمان غذا و داروی آمریکا مشغول بررسی ادعاهای اثربخشی و درخواستِ تأیید این داروست.